# Bekmania
Bekmania (Beckmannia Host) – rodzaj roślin należących do rodziny wiechlinowatych. Obejmuje dwa gatunki występujące w strefie umiarkowanej Europy (w zachodniej tylko jako introdukowane), Azji i Ameryki Północnej. W Polsce rośnie jako zadomowiony antropofit bekmania robaczkowata (B. eruciformis).

## Systematyka
Synonimy taksonomiczny
Joachima Tenore
Pozycja systematyczna według APweb (aktualizowany system APG IV z 2016)
Rodzaj należący do rodziny wiechlinowatych (Poaceae), rzędu wiechlinowców (Poales). W obrębie rodziny należy do podrodziny wiechlinowych (Pooideae), plemienia Poeae, podplemienia Alopecurinae.
Pozycja rodzaju w systemie Reveala (1994–1999)
Gromada okrytonasienne (Magnoliophyta Cronquist), podgromada Magnoliophytina Frohne & U. Jensen ex Reveal, klasa jednoliścienne (Liliopsida Brongn.), podklasa komelinowe (Commelinidae Takht.), nadrząd Juncanae Takht., rząd wiechlinowce (Poales Small), rodzina wiechlinowate (Poaceae (R. Br.) Barnh.), rodzaj Beckmannia Host.
Wykaz gatunków
- Beckmannia eruciformis (Linnaeus) Host – bekmania robaczkowata
- Beckmannia syzigachne (Steud.) Fern.